# Adam Dickinson
Pour les articles homonymes, voir Dickinson.
Adam Dickinson, né le 5 novembre 1986 à Liverpool, est un footballeur anglais. Il occupe le poste d'attaquant à Auckland City.

## Carrière

### Palmarès
- Champion de Nouvelle-Zélande : 2009
- Vainqueur de la Ligue des champions de l'OFC : 2009 et 2013